# Edmond Apéti Kaolo
Edmond Apéti Kaolo (Tsévié, Togolandia francesa, 1946-Lomé, Togo, 2 de julio de 1972) fue un futbolista de Togo que jugó en la posición de delantero.

## Carrera

### Club
Jugó toda su carrera con el Étoile Filante de Lomé de 1965 a 1972, con el que fue campeón nacional en tres ocasiones y finalista de la Copa Africana de Clubes Campeones 1968.

### Selección nacional
Jugó para Togo en cinco ocasiones en 1972 y anotó cuatro goles; participó en la Copa Africana de Naciones 1972.

## Muerte
Kaolo murió en Lomé, Togo el 2 de julio de 1972 a los 26 años a causa de un accidente de motocicleta.

## Logros
- Campeonato nacional de Togo (3): 1965, 1966, 1968